# Xavi Jordan
Xavi Jordan (Guayaquil, 10 de agosto de 2001) es una cantante y compositora ecuatoriana. Su discografía se compone predominantemente por temas de género urbano y consta de múltiples colaboraciones tales como el cantante Cauty, la influencer Iamferv y el productor discográfico Miguel Argüello.

## Discografía
- Tus Mensajes (2022)
- Mi Vida, Vol. 1 (2022)
- Deprexxx (2023)
- Corta Vida (2023)
- SDQ (2023)
- Rulette (2024)